# Lagoa dos Nenúfares
Lagoa dos Nenúfares (portugiesisch ‚Seerosen-See‘) ist ein See in Portugal auf der Azoren-Insel São Miguel im Kreis Vila Franca do Campo. Der See liegt im selben Krater wie der größere Lagoa do Congro auf etwa 520 m Höhe über dem Meeresspiegel und befindet sich in Privatbesitz. Sein Wasser ist eutroph.